# 王成云
王成云（1951年—），浙江温州人，中华人民共和国政治人物，曾任温州市人民政府副市长、温州市政协副主席，浙江省归国华侨联合会主席、中华全国归国华侨联合会副主席，现任温州市龙舟协会名誉主席，中国龙舟协会副会长。